# Ikriánoye
Ikriánoye (ruso: Икря́ное) es un asentamiento rural y pueblo (seló) de Rusia, capital del raión homónimo en la óblast de Astracán.
En 2021, el territorio del asentamiento tenía una población de 12 646 habitantes, de los cuales 10 452 vivían en el pueblo y el resto en las pedanías de Vostóchnoye, Oziórnoye, Karabulak, Borkinó, Serguinó, Dzhambá y Gusínoye.
Se ubica en la orilla derecha del río Bajtemir, unos 25 km al suroeste de la capital regional Astracán.

## Historia
El pueblo fue fundado a finales del siglo XVIII, como parte de los proyectos de colonización de la zona por el Imperio ruso. El fundador fue el conde Dmitri Zubov, quien recibió las tierras en 1786. La colonización inicial fue difícil, pues no existían tierras cultivadas y la principal actividad económica era la pesca, desconocida para los colonos que procedían de áreas lejanas. A lo largo del siglo XIX se desarrolló como puerto fluvial. En 1874 adoptó el estatus de vólost. La Unión Soviética lo declaró capital distrital en 1925.